# La muchacha salvaje
La muchacha salvaje es una serie de historietas de Mireia Pérez, que narra la vida de una chica en la Prehistoria. Su primera entrega, titulada Nómada, apareció en 2011. 

## Creación y trayectoria editorial
En 2010, tras quedarse en paro, Mireia Pérez presentó al concurso de novela gráfica Fnac-Sins Entido un proyecto inspirado en los dibujos de la francesa Stéphane Blanquet que fue modificando con el tiempo.
Tras ganar el premio y dedicar un año al desarrollo de la obra, La muchacha salvaje fue presentada en la nueva Fnac de la Castellana, donde se organizó una exposición sobre su proceso de creación.

## Argumento y personajes
Mirea Pérez aclara:

Con lo que sé y con lo que he leído he tratado de imaginar cómo sería el mundo entonces, ¿por qué empezamos a cazar? ¿Por qué se produce un cambio? ¿Qué papel tenía la mujer en la Prehistoria? Esto último, sobre todo, da mucho juego, eso de imaginarme dónde empezaban y dónde acababan sus tareas. Me encanta creer que este matriarcado dictatorial que me he inventado en La muchacha salvaje haya podido existir, igual que me gustaría que hubieran existido las historias de Lovecraft.

## Estilo
Primera obra larga de su autora, muestra una gran influencia de Joann Sfar.